# Josephine Ditt
Josephine Ditt, conosciuta anche come Mrs. Tom Ricketts (Chicago, 7 settembre 1868 – Los Angeles, 18 ottobre 1939), è stata un'attrice statunitense.

## Biografia
Era sposata con il regista Tom Ricketts, noto anche come attore teatrale e cinematografico dal quale fu diretta numerose volte sullo schermo. Nella sua carriera cinematografica, si contano una quarantina di pellicole, l'ultima delle quali fu, nel 1915, il film The House of a Thousand Scandals.
Josephine Ditt morì a Los Angeles il 18 ottobre 1939 all'età di 71 anni.

## Filmografia
- Romantic Redskins, regia di Tom Ricketts (1910)
- The Unknown Model, regia di Tom Ricketts (1912)
- The Bachelor and the Baby, regia di Tom Ricketts (1912)
- Lottery Ticket Number 13, regia di Al Christie (1912)
- The Foreign Spy, regia di Tom Ricketts (1912)
- Maud Muller, regia di Tom Ricketts (1912)
- A Foreign Spy, regia di Wallace Reid (1913)
- Calamity Anne in Society, regia di Thomas Ricketts - cortometraggio (1914)
- The Hermit, regia di Thomas Ricketts - cortometraggio (1914)
- The Lost Treasure, regia di Thomas Ricketts - cortometraggio (1914)
- The Professor's Awakening, regia di Harry A. Pollard - cortometraggio (1914)
- A Modern Free-Lance, regia di Thomas Ricketts (1914)
- The Town of Nazareth (1914)
- Her Fighting Chance, regia di Thomas Ricketts (1914)
- In the Moonlight, regia di Thomas Ricketts - cortometraggio (1914)
- At the End of a Perfect Day, regia di Thomas Ricketts - cortometraggio (1914)
- The Widow, regia di Thomas Ricketts - cortometraggio (1914)
- False Gods, regia di Thomas Ricketts (1914)
- This Is th' Life, regia di Henry Otto - cortometraggio (1914)
- Lodging for the Night, regia di Thomas Ricketts - cortometraggio (1914)
- Damaged Goods, regia di Thomas Ricketts (1914)
- Daylight, regia di Thomas Ricketts - cortometraggio (1914)
- The Ruin of Manley, regia di Thomas Ricketts - cortometraggio (1914)
- In the Candlelight, regia di Thomas Ricketts (1914)
- The Girl in Question, regia di Thomas Ricketts (1914)
- The Tin Can Shack, regia di Henry Otto (1914)
- The Alarm of Angelon, regia di Henry Otto - cortometraggio (1915)
- Refining Fires, regia di Thomas Ricketts (1915)
- The Crucifixion of Al Brady, regia di Henry Otto - cortometraggio (1915)
- Silence, regia di Henry Otto - cortometraggio (1915)
- In the Twilight, regia di Thomas Ricketts - cortometraggio (1915)
- Saints and Sinners regia di Henry Otto (1915)
- The Decision, regia di Henry Otto (1915)
- Ancestry, regia di Henry Otto (1915)
- Reformation, regia di Henry Otto (1915)
- His Brother's Debt, regia di Henry Otto (1915)
- The Problem, regia di Harry A. Pollard - cortometraggio (1915)
- The Castle Ranch, regia di Henry Otto - cortometraggio (1915)
- The Secretary of Frivolous Affairs, regia di Thomas Ricketts (1915)
- The Honor of the District Attorney, regia di Reaves Eason (1915)
- The House of a Thousand Scandals, regia di Thomas Ricketts - cortometraggio (1915)